# Аристофан Византийский
Аристофа́н Византи́йский (др.-греч. Ἀριστοφάνης, ок. 257—180 гг. до н. э.), — древнегреческий филолог, лексикограф, библиограф. С ранней юности жил в Александрии.
Около 195 года до н. э. после Эратосфена стал заведовать Александрийской библиотекой
Внёс значимый вклад в античную филологию. Им было подготовлено к изданию множество текстов, составляющих золотой фонд древнегреческой и мировой литературы. Аристофан подготовил комментированное издание Гомера. Издавал Гесиода, лириков VI и V веков до н. э., таких, как Алкман, Алкей, Анакреонт, Пиндар. Им же подготовлено издание комедиографа Аристофана. Впервые издал трагедии Софокла и Еврипида, труды Платона. Вероятно, он же первый издал Эсхила. От Аристофана берёт начало принятый в Александрии «канон» выдающихся писателей.
Перу Аристофана принадлежат так называемые Hypotheseis («Изложения», «Аргументы»), представляющие собой краткие изложения сведений об отдельных драмах. Подлинных «Изложений» Аристофана сохранилось всего несколько, однако ему приписывается большое количество более поздних сочинений такого же характера.
Аристофан Византийский упоминается также как составитель одного из первых толковых словарей греческого языка, «Аттического глоссария» (Афиней XIV,11).
В классическую эпоху тексты лириков записывались подряд, как проза. Аристофану приписывается первая в истории разработка знаков пунктуации (так называемая «колонометрия»), которыми он снабдил собственные издания лирических поэтов. Ему также приписывают изобретение знаков греческой диакритики, в связи с необходимостью письменной фиксации придыханий и ударений в языке эллинистической эпохи (см. Койне).

## Издания и переводы
- Аргументы. Перевод Д.О. Торшилова // Античная мифография: Мифы и единство действия. СПб: Алетейя, 1999, с.300-305.